# Ancheng (köping i Kina, Shandong)
Ancheng (kinesiska: 安城镇, 安城) är en köping i Kina. Den ligger i provinsen Shandong, i den östra delen av landet, omkring 60 kilometer sydväst om provinshuvudstaden Jinan. Antalet invånare är 32716. Befolkningen består av 16 463 kvinnor och 16 253 män. Barn under 15 år utgör 14,0 %, vuxna 15-64 år 72 %, och äldre över 65 år 13,0 %.
Genomsnittlig årsnederbörd är 814 millimeter. Den regnigaste månaden är juli, med i genomsnitt 274 mm nederbörd, och den torraste är januari, med 7 mm nederbörd.